# Равнаце
Равнаце (словен. Ravnace) — поселення в общині Метлика, регіон Південно-Східна Словенія, Словенія.